# Rét nàng Bân

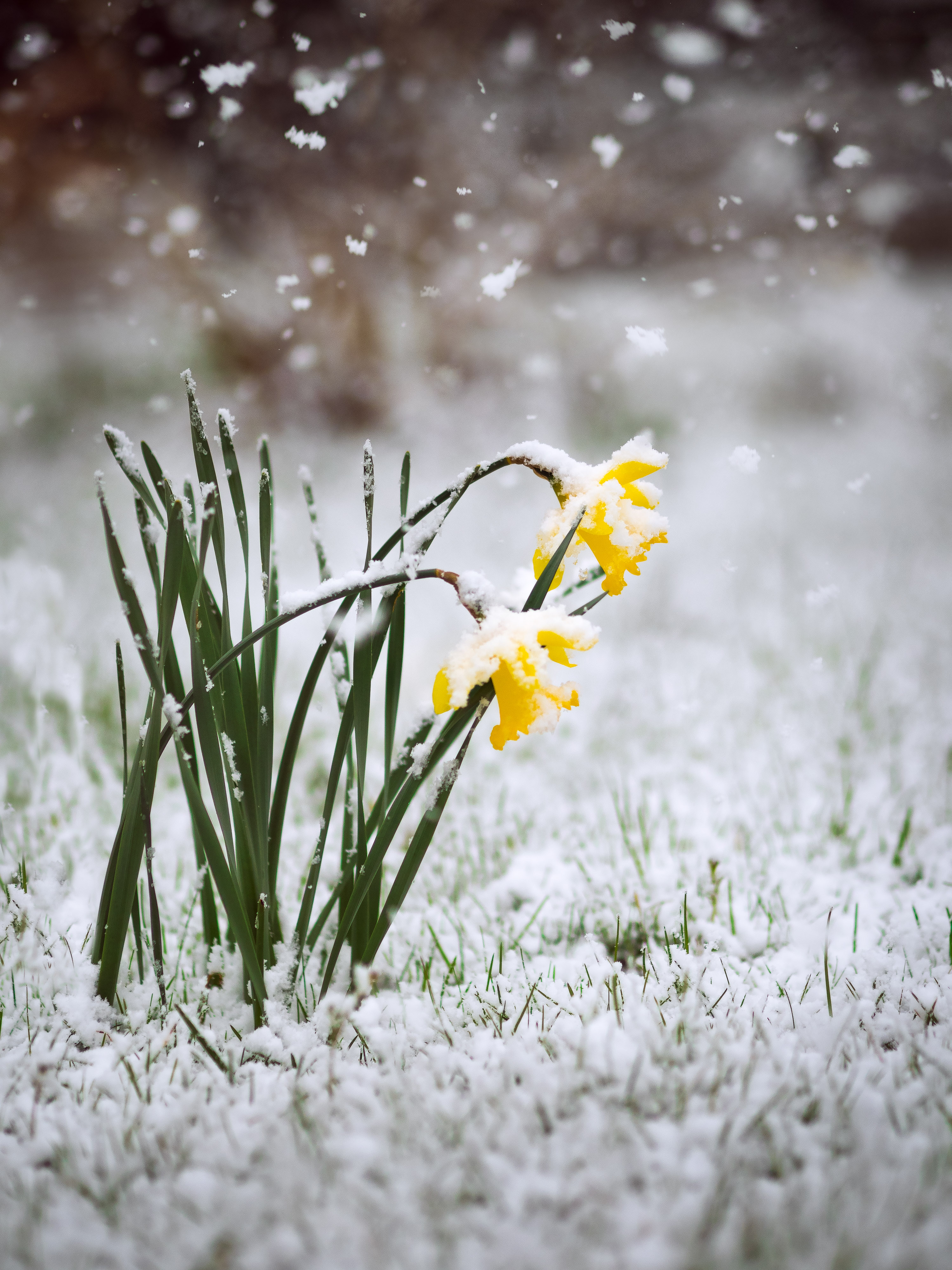
Tháng Tư biến động

Rét nàng Bân (Hay còn gọi là rét Hoa) là cách gọi mang tính chất như truyện cổ tích trong dân gian về đợt rét cuối cùng của mùa đông xảy ra vào tháng 3 âm lịch ở miền Bắc Việt Nam, hay nói chung là cơn rét muộn.
Đây là 1 đợt rét đậm, kéo dài vài ngày, thường kèm theo mưa nhỏ, mưa phùn do đặc trưng của kiểu di chuyển của khối không khí lạnh cuối mùa không phải chỉ từ Bắc xuống Nam mà hơi lệch về phía Đông qua vịnh Bắc Bộ, đưa hơi nước từ biển vào, và chúng di chuyển có thể không mạnh.

## Sự tích
Nàng Bân là con gái của Ngọc Hoàng nhưng khác với nhiều chị em của mình, nàng Bân chậm chạp và có phần vụng về. Tuy nhiên, nàng Bân vẫn được cha mẹ yêu chiều. Ngọc Hoàng và Vương Mẫu thương con thua em kém chị nhưng không biết làm cách nào, mới bàn nhau gả chồng cho nàng để nàng biết thêm công việc nội trợ trong gia đình.
Chồng nàng Bân cũng là một người trên thế giới nhà trời. Nàng yêu chồng lắm. Thấy mùa rét đã đến, nàng định tâm may cho chồng một cái áo ngự hàn. Nhưng nàng vụng về quá, khi bắt đầu rét, nàng Bân đã bắt đầu công việc song cứ loay hoay mãi, tìm được cái nọ thì thiếu cái kia, se được chỉ thì chưa có kim, đưa sợi vào dệt thì thoi, suốt lại hỏng. Đến nỗi trời đã sắp sang xuân rồi mà chỉ mới may trọn được đôi cổ tay.
Nhưng nàng Bân vẫn không nản chí. Nàng may mãi qua tháng Giêng rồi hết tháng Hai, cho tới khi áo may xong thì vừa lúc trời hết rét. Nàng Bân buồn lắm. Thấy con âu sầu, Ngọc Hoàng cảm động bèn làm cho trời rét lại mấy hôm để chồng nàng mặc thử áo.
Từ đó thành lệ, hàng năm vào khoảng tháng Ba tuy mùa rét đã qua, mùa nóng đã tới nhưng có lúc tự nhiên rét lại mấy hôm, người ta gọi cái rét đó là rét nàng Bân. Tục ngữ có câu: Tháng Giêng rét đài, tháng Hai rét lộc, tháng Ba rét nàng Bân là vì thế.

## Ở các nước khác
Đợt rét muộn khi sang xuân cũng được lãng mạn hóa ở các nước châu Âu và Bắc Mỹ, khi được gọi là Blackberry winter khi cây Blackberry (dâu đen, cũng gọi là mâm xôi đen) nở vào cuối xuân. Nghệ sĩ Hoa Kỳ Mitch Miller đã biểu diễn bài hát này từ cảm hứng bộ truyện ngắn cùng tên của Robert Penn Warren, và trở thành bài hát được bán chạy năm 1955. Alec Wilder và Loonis McGlohon cũng phổ nhạc từ bài hát này; cùng với bản nhạc cổ điển viết bởi Conni Ellisor.

## Ca dao, tục ngữ
- Nàng Bân may áo cho chồng
May ba tháng trọn mới ròng cổ tay.
- Tháng giêng rét đài, tháng hai rét lộc, tháng ba rét nàng Bân.